# Moti millenari
I moti millenari sono movimenti che la Terra compie in tempi lunghi migliaia di anni, di cui non siamo in grado di osservare direttamente le conseguenze, che producono mutamenti interessanti dal punto di vista geologico (ad esempio, le glaciazioni) ma sono ininfluenti nel corso di una vita umana. Tali moti si verificano a causa dell'azione gravitazionale che gli altri corpi esercitano sul nostro pianeta, provocando variazioni nella posizione della Terra nello spazio.

## Precessione luni-solare
La precessione luni-solare, anche detta precessione degli equinozi, è il moto doppioconico compiuto dall'asse terrestre in senso orario. Il suo periodo è di circa 26000 anni.
L'attrazione che Sole e Luna esercitano sul rigonfiamento equatoriale tende a far coincidere il piano dell'equatore con il piano dell'orbita (rendendo quindi l'asse terrestre perpendicolare al piano dell'eclittica). A questo movimento si oppone la rapida rotazione della Terra che tende invece a mantenere immutata la posizione dell'asse. L'azione combinata di queste due forze fa descrivere all'asse una specie di doppio cono.
Una delle conseguenze più importanti di questo moto è lo spostamento della linea degli equinozi: infatti, poiché l'asse terrestre ruota, ruota a sua volta il piano dell'equatore celeste, che causa la rotazione dei punti equinoziali. Dal momento che la precessione avviene in senso contrario a quello della rotazione terrestre, ogni anno gli equinozi si verificano leggermente prima (di circa venti minuti).
Mentre il moto di precessione dell'asse ha un periodo di circa 26000 anni, la precessione degli equinozi si completa in circa 21000 anni: questa differenza di periodo è dovuta allo spostamento della linea degli apsidi.

## Nutazioni
Le nutazioni sono perturbazioni del moto di precessione dell'asse di periodo di circa 18,6 anni. Queste perturbazioni sono dovute al cambiamento della distanza Terra-Luna, che non si mantiene costante sia poiché i due corpi si muovono su orbite ellittiche, sia a causa del moto di regressione della linea dei nodi (il cui periodo è proprio 18,6 anni).
Le nutazioni fanno sì che l'asse terrestre, anziché descrivere coni circolari, si muova lungo coni leggermente ondulati.

## Spostamento della linea degli apsidi
A causa dell'attrazione esercitata sulla Terra dagli altri pianeti, l'asse maggiore dell'orbita terrestre, detto linea degli apsidi, ruota, facendo perno nel centro del Sole, in senso antiorario. Il periodo di questa rotazione è di circa 117.000 anni. 
Muovendosi in senso antiorario, la linea degli apsidi "va incontro" a quella degli equinozi (che si muove invece in senso orario), cosicché la precessione degli equinozi ha una durata inferiore alla precessione luni-solare.

## Variazione dell'eccentricità dell'orbita
Benché non vari la lunghezza della linea degli apsidi, il rapporto tra la distanza del Sole dal centro dell'orbita e la lunghezza del semiasse maggiore di questa (la differenza tra le distanze Sole-afelio e Sole-perielio) passa, in un periodo di circa 92000 anni, da un minimo di 1  milione di km (corrispondente a un valore di eccentricità di circa 0,003) a un massimo di 16 milioni di km (pari a un valore di eccentricità di circa 0,054).

## Moto dell'asse terrestre
In un periodo di circa 40.000 anni l'angolo che l'asse terrestre forma con la perpendicolare al piano dell'orbita passa da un minimo di 21° 55' a un massimo di 24° 20'.